# Snarbynuten
Der Snarbynuten ist ein isolierter Berg im ostantarktischen Königin-Maud-Land. Er ragt 10 km nordöstlich des Brattskarvet am nordöstlichen Ende der Sverdrupfjella auf.
Erste Luftaufnahmen entstanden bei der Deutschen Antarktischen Expedition (1938–1939). Norwegische Kartographen kartierten ihn anhand von Luftaufnahmen und Vermessungen der Norwegisch-Britisch-Schwedischen Antarktisexpedition (NBSAE, 1949–1952) sowie mittels Luftaufnahmen der Dritten Norwegischen Antarktisexpedition (1956–1960). Sie benannten ihn nach John Edvard Snarby (1922–1991) aus Tromsø, norwegischer Koch der NBSAE.